# Comfort Eagle
Albums de Cake
Prolonging the Magic Pressure Chief
Comfort Eagle est le quatrième album studio de Cake, un groupe de rock alternatif californien, sorti en 2001. Il contient notamment le titre Short Skirt/Long Jacket, un des principaux succès du groupe. Album de la consécration, Comfort Eagle se classera n°13 dans les charts américains et demeure le plus gros succès commercial du groupe.

## Liste des pistes
1. Opera Singer – 4:06
2. Meanwhile, Rick James... – 3:57
3. Shadow Stabbing – 3:07
4. Short Skirt/Long Jacket – 3:24
5. Commissioning a Symphony in C – 2:59
6. Arco Arena – 1:31
7. Comfort Eagle – 3:40
8. Long Line of Cars – 3:24
9. Love You Madly – 3:58
10. Pretty Pink Ribbon – 3:08
11. World of Two – 3:41

## Crédits
- John McCrea - chant et guitare acoustique
- Xan McCurdy - guitare électrique
- Vincent Di Fiore - trompette
- Todd Roper - batterie et synthétiseur